# スターシップ・トゥルーパーズ2
『スターシップ・トゥルーパーズ2』（Starship Troopers 2: Hero of the Federation）は、2004年のアメリカ合衆国の映画。1997年のアメリカ映画『スターシップ・トゥルーパーズ』の続編で、宇宙戦争を描くSF映画である。
ストーリーは、ウォリアー・バグと戦闘中の歩兵中隊が避難した基地に、新種の寄生型バグが侵入したという内容である。
R-15指定。

## キャスト
| 役名                       | 俳優                           | 日本語吹替 |
| -------------------------- | ------------------------------ | ---------- |
| V.J.ダックス大尉           | リチャード・バージ             | 手塚秀彰   |
| レイ・サハラ二等兵         | コリーン・ポーチ               | 葛城七穂   |
| パブロフ・ディル中尉       | ローレンス・モノソン           | 咲野俊介   |
| ディディ・レイク軍曹       | ブレンダ・ストロング           | 唐沢潤     |
| ジャック・シェパード将軍   | エド・ローター                 | 益富信孝   |
| ジル・サンディ二等兵       | サンドリーヌ・ホルト           | 恒松あゆみ |
| ダフ・ホートン二等兵       | ジェイソン＝シェーン・スコット |            |
| トム・コーベ伍長           | ブライアン・ティー             |            |
| チャーリー・ソーダ二等兵   | ケリー・カールソン             | 松谷彼哉   |
| アリ・ペック技術軍曹       | J.P.マノックス                 | 丸山純路   |
| ジョー・グリフ伍長         | エド・クイン                   | 奥田啓人   |
| オーティス・ブリック二等兵 | ビリー・ブラウン               |            |
| ビリー・オター二等兵       | サイ・カーター                 |            |
| キッパー・トア二等兵       | ドリュー・パウエル             |            |

## スタッフ
- VFX：ティペット・スタジオ

## 作品解説
前作と同じくロバート・A・ハインラインの『宇宙の戦士』を原作としており、世界設定も前作と同じであるが、登場人物などそれ以外のつながりはない。監督は前作の特殊効果を担当していたフィル・ティペットで、この作品が彼の長編監督デビュー作となった。
1作目の軍曹から二等兵へ降格した訓練教官の俳優を主役に起用する予定だったが、スケジュールが合わずに断念。そもそも映画用ではなくテレビ番組として製作されたために5%ほどの予算（前作の10分の1以下）しか与えられなかったと、劇場公開されなかった後に発売されたDVDの監督コメンタリーでは主張されている。撮影日数は26日。
DVDメイキングには撮影現場をレイ・ハリーハウゼンが訪問する風景が収められており、フィル・ティペットやスタッフたちの感激している様子が収録されている。ティペットは「我々が作っているのはB級SF映画」と誇り高く断言している。